# Zastava Ugande
Zastava Ugande usvojena je 9. listopada 1962.
Dva puta za redom ponavlja se trobojka crne, žute i crvene boje. U sredini je bijeli krug sa simbolom zemlje, pticom Balearica regulorum.
,